# Draženci
Draženci (německy Drasendorf) jsou vesnice ve Slovinsku v Podrávském regionu, spadající pod občinu Hajdina. Nachází se asi 4 km jihozápadně od Ptuje. V roce 2019 zde žilo 548 obyvatel.
Kolem Draženců prochází dálnice A4.

## Sousední vesnice
| Růžice kompasu |             | Zgornja Hajdina |      | Růžice kompasu |
| Růžice kompasu | Sela        | Sever           | Ptuj | Růžice kompasu |
| Růžice kompasu | Sela        | Draženci        | Ptuj | Růžice kompasu |
| Růžice kompasu | Sela        | Jih             | Ptuj | Růžice kompasu |
| Růžice kompasu | Lancova vas |                 |      | Růžice kompasu |